# Спорт на пилоне
подст:проверить

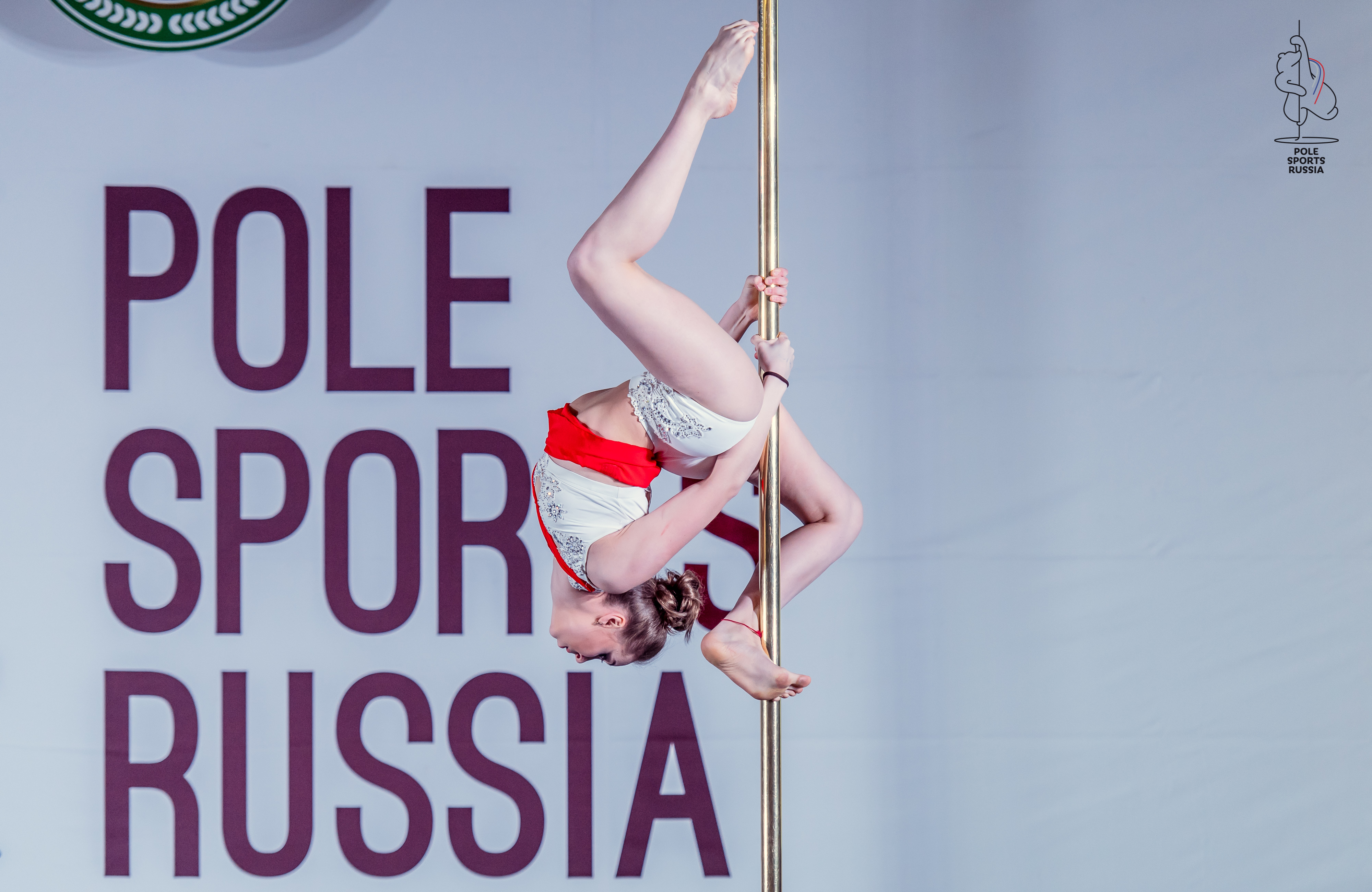
Чемпионат Pole Sports Russia

Пилонный спорт (англ. pole sport) —  это сложнокоординированный вид спортивной деятельности, объединяющий в себе элементы гимнастики, акробатики, хореографии и актёрского мастерства, которые демонстрируются посредством выполнения технических программ на специальных снарядах - вертикально установленных стальных шестах.
В соревновательной деятельности пилоны, как правило, представлены в двух вариациях - динамический (с вращением вокруг собственной оси) и статический (без вращения). Спортсмены представляют в своих программах разнообразные элементы на гибкость, силу, равновесие, которые в свою очередь имеют классификацию по сложности. Итоговый балл суммируется исходя из качества выполненных элементов, обязательна оценка за хореографию и артистизм.
История возникновения
Истоки пилонного спорта восходят к V в. н.э. Изначально пилон являлся опорой для тента/перекрытия сооружения, в котором проходили народные гуляния. Во время праздника такая опора служила центром внимания и развлечения. Отголоски древних обрядов и традиций можно увидеть и в настоящее время - масляничные потехи, акробаты на китайских мачтах, традиционное индийское искусство - маллакхамб.
С течением времени из ритуальных обрядов пилон стал перемещаться в разные жанры циркового и театрального искусства. Если в странах Азии использовались в основном пилоны из бамбука или природных материалов, то европейское цирковое искусство стало применять стальные пилоны.
Время VII-VIII в. н.э.можно связать с упадком циркового дела в Европе, что связано с напряженной ситуацией между церковью ... Лишь в 1770-х гг. цирковое искусство стало возрождаться,  в первую очередь в Германии. Однако, страны Азии шли дальше в развитии гимнастики на деревянных столбах и как в отдельном виде физической культуры (В Индии искусство Маллакхамб - развитие физической силы, гибкости и ловкости идет через упражнения на специальном деревянном столбе или канате), и как в прикладной деятельности (Китай, боевые искусства).
К середине 19 века занятия физической культурой прочно вошли в моду. Из гимнастических залов пилон, турники, кольца, трапеции стали перемещаться вновь в цирк, став полноправными участниками представлений наряду с дрессировщиками, мимами и другими обитателями циркового манежа.
В 1900 году в Венсене (пригород Парижа) проходит первый международный турнир по гимнастике, где были представлены воздушные снаряды, в том числе и пилон.
В настоящее время воздушные спортивные снаряды (пилон, воздушное кольцо и полотна) стали популяризироваться в фитнес индустрии и привлекать все больше людей к своему движению. Идет период институционализации, персонализации воздушных дисциплин, как самостоятельных, возникают школы, студии и клубы. Популяризации указанного вида соревновательной деятельности сопутствует его универсальность в плане развития физических навыков, что позволяет пилонному спорту заменять занятия фитнесом.
Становление Пилонного спорта в мире
Складываться современный спортивный пилон стал в начале 2000-х годов. В это же время стали проводиться первые соревнования, у которых ещё не было единых правил и критериев оценивания программ. Но ситуация изменилась в 2008 году с созданием Международных федерации по пилонному спорту. «Пилонный спорт» из физической и социальной активности стал преобразовываться в международное спортивное направление со структурированной системой соревнований. Вскоре началось формирование национальных федераций, были организованы национальные сборные команды. Первый Чемпионат Мира по Пилонному спорту состоялся в июле 2012 года. В нём приняли участие 43 человека из 14 стран мира. В процентном соотношении занимающихся Пилонным спортом в мире 95% приходилось на девушек, но уже через 5 лет по статистическим данным ситуация изменилась. В 2014 году Международная Федерация Пилонного Спорта (IPSF) установила связь с Глобальной Ассоциацией Международных Спортивных Федераций – GAISF (бывший SportAccord) по вопросу подачи заявки на признание Пилонного спорта и воздушной гимнастики официальными видами спорта. В течение последующих 3 лет IPSF адаптировала свою деятельность и регулирование к критериям GAISF и МОК. Количество национальных федераций увеличилось до 28 (14 стран на тот момент были в процессе подачи заявок). На сегодняшний день под эгидой Международной федерации пилонного спорта национальные соревнования по пилонному спорту и воздушной гимнастике проходят в 32 странах мира. Также подтверждением высокого уровня развития на международном уровне является тот факт, что Международное антидопинговое агентство (WADA) признает соревнования спортивными и предъявляет ко всем участникам соревнований те же требования, что и к остальным официально признанным видам спорта.
История развития в России
Масленичный столб с колесом подарков и призов - прототип пилона в истории этого вида спорта в России. На сегодняшний день вид соревновательной деятельности «пилонный спорт» активно развивается в 44 регионах Российской Федерации и продолжает расширять географию. При этом следует отметить, что в некоторых регионах созданы общественные организации, которые осуществляют системное и планомерное развитие вида соревновательной деятельности «пилонный спорт» с учётом требований действующего законодательства Российской Федерации. Проводятся крупнейшие всероссийские турниры и отбор представителей на международные чемпионаты, в том числе предоставляет возможность квалификации выступающих на мировые первенства.
21 июля 2021 года знаменательная дата в истории Российского пилонного спорта. Приказом Министерства спорта Российской Федерации №448 от 21.07.2021 пилонный спорт официально признан видом спорта и внесен во Всероссийский реестр видов спорта Российской Федерации. Инициатором признания пилонного спорта выступила Общероссийская физкультурно-спортивная общественная организация «Федерация пилонного спорта и воздушной гимнастики».(https://www.polesports.ru/)